# PX-Pain
PX-Pain ist eine Metal-Band aus der Schweiz, die sich 1994 noch unter dem Namen Prescription Pain gründete, aber 1998 umbenannt hat. Gegründet wurde die Band 1994 von Oli Ender und Christian Aeberli. Mit rasant steigendem Erfolg spielte PX-Pain Konzerte u. a. mit Rammstein, Slayer, Slipknot, Soulfly, Hatebreed, Machine Head, Biohazard, Sick of it all, Pro Pain und vielen mehr. 2002 ist die Band auf dem Openair Frauenfeld aufgetreten.

## Geschichte
Nachdem die ersten Konzerte in der Schweiz gespielt wurden, hat die Band 1994 ihre erste Demo-CD Scene of Crime aufgenommen. Mit der 2. Demo-EP Plant of Life wurde daraufhin ein Plattenvertrag bei Warner Bro. Deutschland unterschrieben.
Im Frühling 1998 wurde Marrow weltweit veröffentlicht und bekam eine sehr gute Resonanz. Aufgrund von Problemen beim Vertrieb erschien das Album allerdings nie in Deutschland. Bei dem Lied Mosh It Up wirkte Gary Meskil von Pro-Pain mit.
Denying the Consequences erschien 2005 beim Label Leech Records.
Nach 11 Jahren und mit über 150 gespielten Shows, 2 Europa-Touren und einer Deutschland Tour verabschiedete sich PX-Pain im Dezember 2005 mit einem gigantischen und restlos ausverkauften Konzert von der Showbühne. PX-Pain galten zu jener Zeit als DAS Aushängeschild für den Schweizer Metal.

## Diskografie

### Studioalben
- 1998: Marrow
- 2005: Denying the Consequences (808 Records [Leech-Redda])

### EPs und Singles
- 1994: Scene of Crime (Prescription Pain)
- 1997: Plant of Life | Ambiviolence (Prescription Pain – Demo)
- 2000: Still Disgusted
- 2002: Add Fuel to the Fire